# 加木屋正則
加木屋 正則（かぎや まさのり）は、戦国時代の武将。斎藤正義の孫、近衛稙家のひ孫にあたる。

## 概要
尾張藩の藩士・樋口好古が記した『郡村徇行記』には次のように話が伝えられている。祖父・斎藤正義が久々利頼興により暗殺されると、父・正次（当時は亀若）は正義の家臣である一柳孫右衛門秀弘という人物によって尾張国知多郡加木屋村へと逃れ姓を加木屋へと改めた。秀弘の娘は正次に嫁いだ。頼興が自身を討伐しようとしていることを知った正次夫婦は伊賀国阿拝郡佐那具村に移住し、秀弘は加木屋村で病死した。甲斐国板垣の逸見遠江守が熊野詣の際に佐那具村を訪れ、正次と軍物語をしたところ、遠江守は正次の器量を見抜き、剣術、弓術、兵法などを伝授した。正次は伝授された技術をもって北畠具教に仕え、大河内村に住み正則と妹を儲けた。永禄11年（1568年）に織田信長が伊勢国に侵攻した際には池田輝信（恒興か）の陣に攻め入った。信長はこの武勇を評価して家臣にすることを望んだ。しかし正次は病に罹ってしまい、正則には父の仇である頼興を討つこと、妹には森長可に嫁ぐことを言い残して病死した。その後は妹が森長可の側室となったことがきっかけで長可に仕え、武芸五七人ばかりと評された。天正10年（1582年）の甲州征伐では織田信忠に従い、長可軍の先陣を務める働きをし、信濃国の飯田や高遠では敵の首を複数取り長可から賞賛された。しかし同年6月21日に本能寺の変によって信長・信忠親子が弑逆されると、信濃国や美濃国の国人は出浦盛清を除いてほとんどが長可に敵対したことから、長可軍は美濃国へと帰還し、周囲の敵対した国人を討伐して回った。長可に敵対した美濃国の国人には祖父の仇である久々利頼興もいた。しかし、それまでの連戦で兵や馬が疲弊していたため、正面からではなく謀略をもって頼興を討つこととした。天正11年（1583年）1月に弟の仙千代や渡辺越中守、汲田九助、豊前市ノ尉、戸田勘右衛門を使者として和睦の提案をし、年始の宴会と称して頼興を兼山城に呼び寄せ、長可と共に頼興を討ち倒した。その後正則は病身となり、剃髪して宗徳を名乗った。子の角右衛門正信は父の遺領を安堵され、足軽50人の頭となった。慶長4年（1599年）に森忠政が信濃国川中島に移った際には、正信は老母を労り石森村に留まり浪人となったが、徳野村領主・平岡石見守頼勝（小早川秀秋の家臣であり、関ヶ原の戦いで徳野村を賜っていた）は正信が犬や鷹を操り狩りをしている様子を見かけ、自身の家臣になってほしいと話を持ちかけた。また、岡田伊勢守善同も正信の話を聞いて家臣になるように誘った。しかし、正信は病身を理由に辞退し、剃髪して久徳を名乗った。正信の子は帰農し、子孫は石森村・伏見村・小田山田村・御嵩村などに居住した。